# Moritziella caryaefoliae
Moritziella caryaefoliae är en insektsart som först beskrevs av Fitch 1856.  Moritziella caryaefoliae ingår i släktet Moritziella och familjen dvärgbladlöss. Inga underarter finns listade i Catalogue of Life.